# تصویر (آلبوم)
تصویر سیزدهمین و آخرین آلبوم استودیویی شادمهر عقیلی است که در ۱ اسفند ۱۳۹۶  توسط شرکت آونگ و رادیو جوان منتشر شد. آلبوم در سبک پاپ تهیه شده و دارای ۹ قطعه است.

## فهرست آهنگ‌ها
| ردیف | نام ترانه | ترانه‌سرا    | آهنگساز      | تنظیم کننده |
| ---- | --------- | ----------- | ------------ | ----------- |
| ۱    | اعتراف    | آرش مهرابی  | وحید پویان   | میلاد هاشمی |
| ۲    | یه قفس    | آرش مهرابی  | وحید پویان   | میلاد هاشمی |
| ۳    | صدام بزن  | آرش مهرابی  | وحید پویان   | سعید زمانی  |
| ۴    | تو بی من  | نرگس فرشباف | وحید پویان   | سعید زمانی  |
| ۵    | سرنوشت    | آرش مهرابی  | وحید پویان   | سعید زمانی  |
| ۶    | فرصت      | آرش مهرابی  | وحید پویان   | میلاد هاشمی |
| ۷    | نقطه ضعف  | آرش مهرابی  | شادمهر عقیلی | سعید زمانی  |
| ۸    | قلب من    | آرش مهرابی  | وحید پویان   | میلاد هاشمی |
| ۹    | تصویر     | آرش مهرابی  | شادمهر عقیلی | میلاد هاشمی |

## توضیحات تکمیلی
- پس از یک سال و با گذشت آلبوم " تجربه کن " در تابستان سال ۹۶ اولین تیزر از آلبوم " تصویر " منتشر شد.

- این آلبوم همانند آلبوم "تجربه کن " با همکاری وحید پویان، امیر فرشباف، میلاد هاشمی، سعید زمانی، آرش مهرابی و چند تن دیگر ساخته شده‌است.

- قطعات " نقطه ضعف " و " تصویر " توسط خود شادمهر آهنگسازی شده و مانند آلبوم تجربه کن بقیه ترک‌ها را وحید پویان آهنگسازی کرده‌است .

- همچنین تنظیم‌ها به مانند آلبوم " تجربه کن " توسط میلاد هاشمی و سعید زمانی انجام شده‌است .

- ترانه تمامی کارها نیز به جز ترک «تو بی من» که از ترانه‌سرایی ناشناس می‌باشد توسط آرش مهرابی سروده شده‌است.

- امیر فرشباف و بهداد کاموری نیز مانند آلبوم قبلی تهیه‌کنندگان این آلبوم می‌باشند.

- تاریخ اولیه انتشار این آلبوم ۱۱ دی ماه ۹۶ بود ولی برای اتمام ساخت برخی موزیک ویدئوها تاریخ پخش به یکم اسفند ۹۶ موکول شد.

- ترک " قلب من " چند ماه قبل از انتشار آلبوم و در شهریور ماه روانه بازار شد و به گونه ای کاری شاد و ریتمیک محسوب می‌شد.

- چند هفته بعد از انتشار موزیک ویدیوی قلب من شادمهر ویدئویی از آلبوم تصویر به اشتراک گذاشت و اعلام کرد این آلبوم؛ آخرین آلبوم او خواهد بود و موجی از مردم به صفحه اینستاگرام او مراجعه کردند.

- در آبان ماه، ترک " سرنوشت " روانه بازار شد که بسیار مورد توجه قرار گرفت.

- در نهایت پس از شب یلدا، اول دی ماه ۹۶ شادمهر سومین و آخرین آهنگ آلبوم تصویر پیش از انتشار رسمی آن بنام " تو بی من "را منتشر کرد.

- چند روز قبل از انتشار آلبوم ابتدا دموی قطعه " تصویر " منتشر شد. سپس دموی "نقطه ضعف" منتشر شد.پس از چند روز دموی قطعه " فرصت " تا همه چیز برای انتشار آلبوم آماده باشد.

- پس از شایعه‌ها و گمانی زنی‌ها دربارهٔ زمان انتشار آلبوم " تصویر "، حق پخش آن تنها به کمپانی آونگ و رادیو جوان داده شد تا آلبوم با انتشار در آیتونز، لو نرود.

- در تاریخ ۳۰ بهمن ماه؛ ترک لیست تصویر منتشر شد که شامل ۹ قطعه بود و صبح اول اسفند از کاور رسمی رونمایی شد.

- آلبوم " تصویر " سر انجام در تاریخ یکم اسفند ۱۳۹۶ در ساعت ۸ و نیم شب منتشر شد.